# Moncton Hawks
I Moncton Hawks sono stati una squadra di hockey su ghiaccio dell'American Hockey League con sede nella città di Moncton, nella provincia del Nuovo Brunswick. Nati nel 1987 e sciolti nel 1994, nel corso degli anni sono stati affiliati alla franchigia dei Winnipeg Jets.

## Storia
Nel 1987 i Winnipeg Jets siglarono un accordo per portare una franchigia a Moncton dopo la chiusura dei Moncton Golden Flames, affiliati ai Calgary Flames e ai Boston Bruins. Acquistarono la franchigia inattiva dei Boston Braves e la trasferirono in Canada cambiando il nome in Moncton Hawks. Nella stagione 1993-94 gli Hawks raggiunsero la finale della Calder Cup dove furono sconfitti dai Portland Pirates.
Al termine della stagione i Jets sciolsero gli Hawks lasciando la città priva di una squadra professionistica; in quel periodo furono numerose le squadre situate nel Canada atlantico a cessare l'attività nella AHL. Un anno più tardi furono fondati i Moncton Wildcats, iscritti alla lega giovanile della QMJHL.

### Affiliazioni
Nel corso della loro storia i Moncton Hawks sono stati affiliati alle seguenti franchigie della National Hockey League:
- Winnipeg Jets: (1987-1994)

## Record stagione per stagione
| Stagione      | Division | Gare | V  | S  | P  | OTL | Punti | GF  | GS  | Piazzamento | Play-off |
| ------------- | -------- | ---- | -- | -- | -- | --- | ----- | --- | --- | ----------- | --- |
| Moncton Hawks |          |      |    |    |    |     |       |     |     |             | |
| 1987-88       | North    | 80   | 23 | 47 | 8  | 2   | 64    | 286 | 358 | 6°          | |
| 1988-89       | North    | 80   | 37 | 34 | 9  | -   | 83    | 320 | 313 | 3°          | vince 1º turno (Halifax) 4-0 perde 2º turno (New Haven) 2-4                                                                     |
| 1989-90       | North    | 80   | 33 | 42 | 5  | -   | 71    | 265 | 303 | 6°          | |
| 1990-91       | North    | 80   | 36 | 32 | 12 | -   | 84    | 270 | 267 | 3°          | vince 1º turno (Cape Breton) 4-0 perde 2º turno (Springfield) 1-4                                                               |
| 1991-92       | Atlantic | 80   | 32 | 38 | 10 | -   | 74    | 285 | 299 | 4°          | vince 1º turno (Fredericton) 4-3 perde 2º turno (St. John's) 0-4                                                                |
| 1992-93       | Atlantic | 80   | 31 | 33 | 16 | -   | 78    | 292 | 306 | 4°          | perde 1º turno (St. John's) 1-4                                                                                                 |
| 1993-94       | Atlantic | 80   | 37 | 36 | 7  | -   | 81    | 310 | 303 | 3°          | vince 1º turno (Saint John) 4-3 vince 2º turno (St. John's) 4-2 vince semifinali (Cornwall) 2-0 perde Calder Cup (Portland) 2-4 |

## Record della franchigia

### Singola stagione
Gol: 48  John LeBlanc (1992-93)
Assist: 61  Ron Wilson (1988-89)
Punti: 92  Ron Wilson (1988-89)
Minuti di penalità: 295  Matt Block (1988-89)

### Carriera
Gol: 112  Guy Larose
Assist: 104  Brent Hughes
Punti: 206  Guy Larose
Minuti di penalità: 913  Brent Hughes
Partite giocate: 279  Todd Flichel